# Neuve-Chapelle British Cemetery
Neuve-Chapelle British Cemetery is een Britse militaire begraafplaats met gesneuvelden uit de Eerste Wereldoorlog, gelegen in de Franse plaats Neuve-Chapelle (Pas-de-Calais). De begraafplaats ligt 275 m ten noordwesten van het dorpscentrum. Ze heeft een rechthoekig grondplan met een oppervlakte van 452 m² en wordt omgeven door een natuurstenen muur. Het Cross of Sacrifice staat links vooraan bij de toegang. De begraafplaats wordt onderhouden door de Commonwealth War Graves Commission. In dezelfde gemeente bevinden zich ook het Neuve-Chapelle Farm Cemetery en het Neuve-Chapelle Memorial.
Er liggen 55 slachtoffers begraven.

## Geschiedenis
Het dorp gaf haar naam aan de slag die begon op 10 maart 1915, waarbij het dorp werd veroverd door het IV en het Indian Corps. De begraafplaats werd aangelegd tijdens deze slag en werd tot november 1915 gebruikt. In die periode was ze ook bekend onder de naam Moggs Hole Cemetery.
Er liggen 55 Britten begraven waarvan 8 niet meer geïdentificeerd konden worden. Voor zes slachtoffers werden Special Memorials opgericht omdat hun graven niet meer gelokaliseerd konden worden en men aanneemt dat ze zich onder de naamloze graven bevinden. Vijf andere slachtoffers worden herdacht met een Duhalow Block omdat hun oorspronkelijke graven op het kerkhof van Neuve-Chapelle door oorlogsgeweld werden vernietigd.
- M. Walsh, soldaat bij het Manchester Regiment was 17 jaar toen hij op 25 juli 1915 sneuvelde.